# سیارک ۱۳۴۸۰
سیارک ۱۳۴۸۰ (به انگلیسی: 13480 Potapov، نامگذاری:1978PX3) سیزده هزار و چهارصد و هشتادمین سیارک کشف شده‌است که در ۹ اوت ۱۹۷۸ کشف شد.
قدر مطلق سیارک برابر ۱۴.۱ است.